# Zonsverduistering van 20 mei 1947

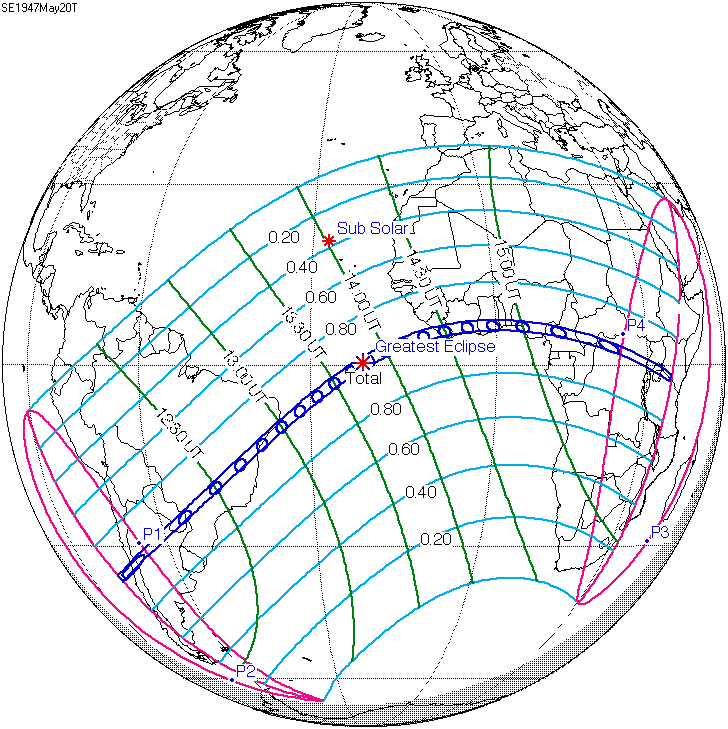
De zonsverduistering was te zien tussen de blauwe lijnen.

De totale zonsverduistering van 20 mei 1947 trok veel over land en achtereenvolgens te zien in deze landen en gebieden:
- in Zuid-Amerika: Chili, Argentinië, Paraguay en Brazilië;
- in Afrika: Liberia, Frans-West-Afrika, Britse Goudkust, Frans-Togoland, Nigeria, Brits-Kameroen, Frans-Equatoriaal-Afrika, Belgisch-Congo, Protectoraat Oeganda, Tanganyika en Kenia.

## Lengte

### Maximum
Het punt met maximale totaliteit lag op zee ver van enig land op coördinatenpunt 0,188° NB / 21.358° WL en duurde 5m13,4s.

### Limieten
| Fenomeen                    | Code | Tijdstip UTC  |
| --------------------------- | ---- | ------------- |
| Eerste contact bijschaduw   | P1   | 11:10:48.0 UT |
| Eerste contact kernschaduw  | U1   | 12:08:20.1 UT |
| Kernschaduw compleet vanaf  | U2   | 12:10:34.5 UT |
| Bijschaduw compleet vanaf   | P2   | 13:16:11.3 UT |
| Maximum eclips              | GE   | 13:47:20.4 UT |
| Bijschaduw compleet t/m     | P3   | 14:18:47.4 UT |
| Kernschaduw compleet t/m    | U3   | 15:24:12.1 UT |
| Laatste contact kernschaduw | U4   | 15:26:30.0 UT |
| Laatste contact bijschaduw  | P4   | 16:23:54.0 UT |